# Vörös cikória

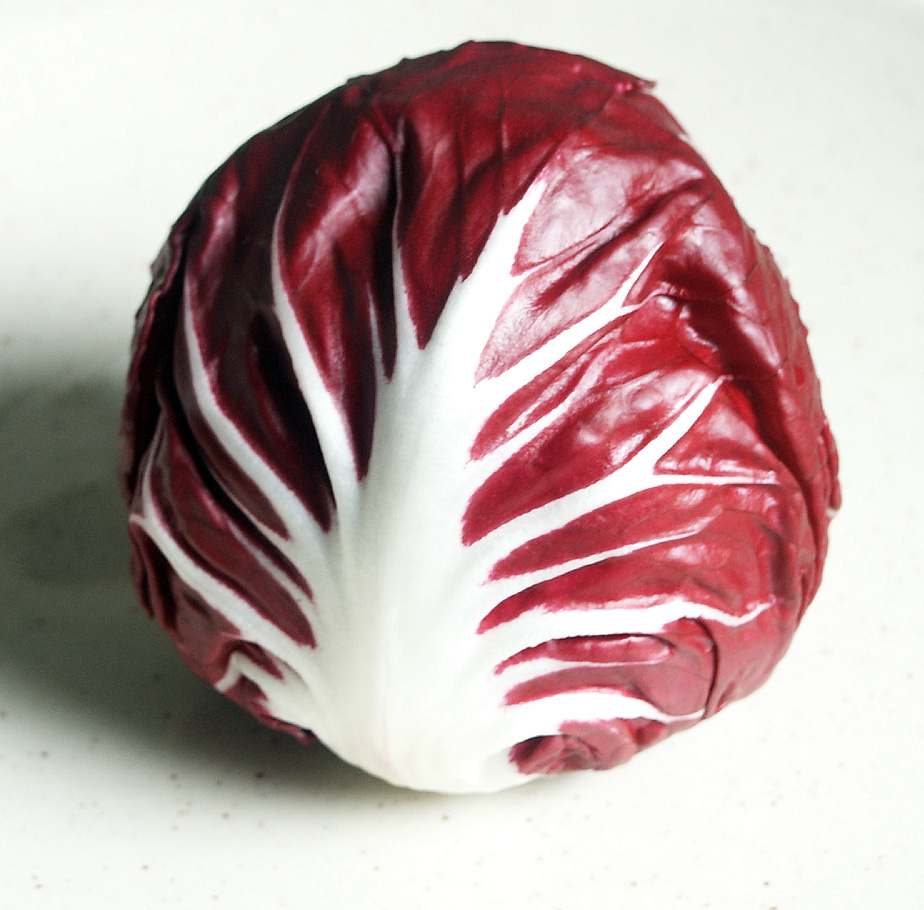
Radicchio Rosso di Chioggia

A vörös cikória vagy radikkió (olaszul: radicchio) a cikória (Cichorium intybus var. foliosum) egy fajtacsoportja (teljes neve: Cichorium intybus var. foliosum Radicchio Group). Lilásvörös és világos levelű saláta, kemény, ropogós, borsos ízű, kesernyés levelekkel. Leginkább Olaszországban termesztik.

## Leírás
Az egyes városok közelében termesztett radikkiók színe és formája jellegzetes, ami megnevezésükben is tükröződik. Az Európai Bizottság 2008-ban és 2009-ben oltalom alatt álló földrajzi jelzéssé (OFJ) nyilvánított négy, Veneto tartományból származó radikkió-fajtát:
- Radicchio di Chioggia
- Radicchio di Verona
- Radicchio Rosso di Treviso
- Radicchio Variegato di Castelfranco

## Fajták
- Cichorium intybus var. foliosum 'Radicchio Rosso di Chioggia'
- Cichorium intybus var. foliosum 'Radicchio Rosso di Verona'
- Cichorium intybus var. foliosum 'Radicchio Variegato di Chioggia'
- Cichorium intybus var. foliosum 'Radicchio Variegato di Lusia'
- Cichorium intybus var. foliosum 'Radicchio Variegato di Castelfranco'
- Cichorium intybus var. foliosum 'Radicchio Rosso di Treviso Precoce' (korai)
- Cichorium intybus var. foliosum 'Radicchio Rosso di Treviso Tardivo' (kései)
- Cichorium intybus var. foliosum 'Radicchio Bianca di Lusia'
- Cichorium intybus var. foliosum 'Radicchio Grumolo'

## Képek

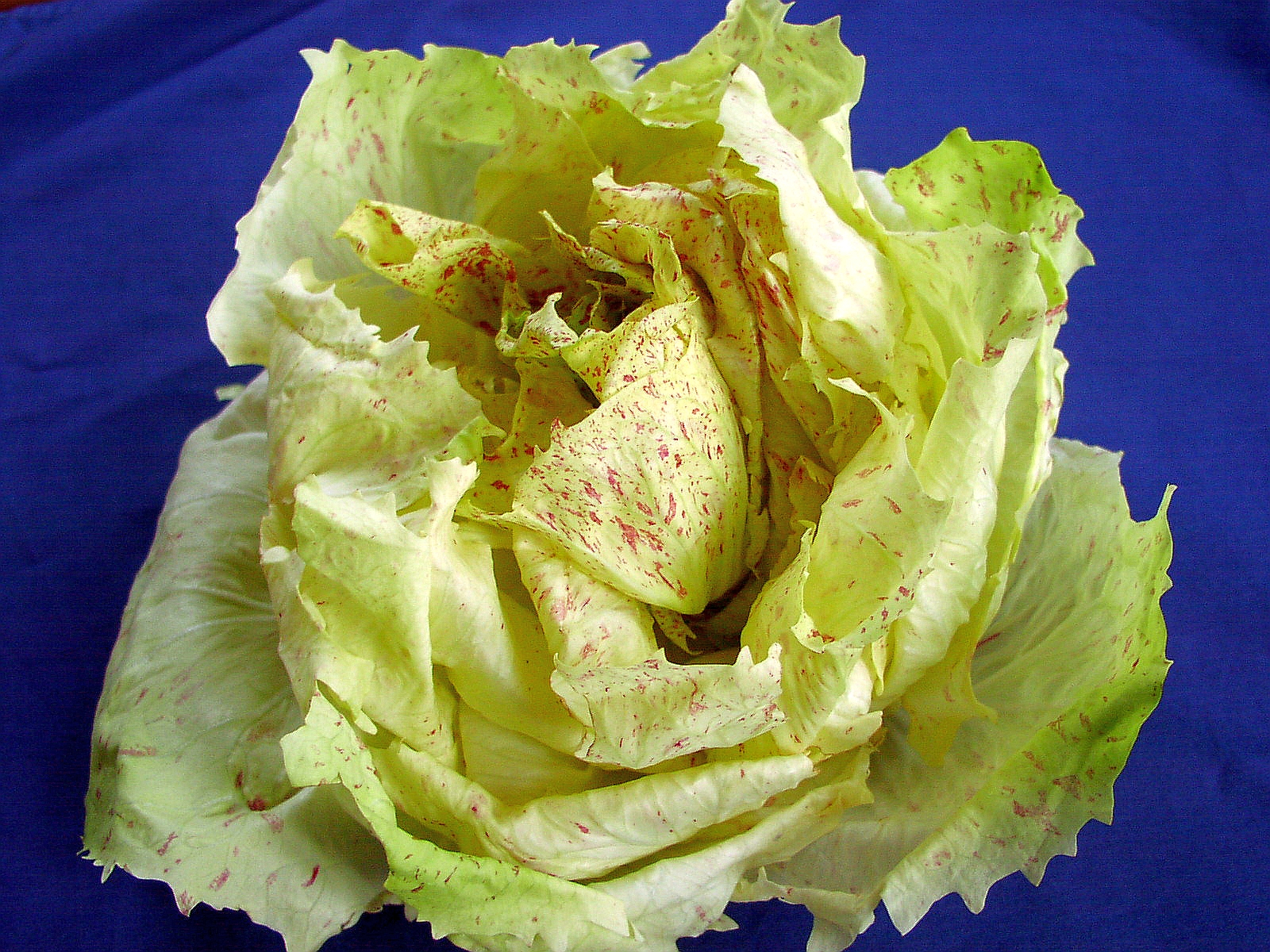
'Radicchio Variegato di Castelfranco'
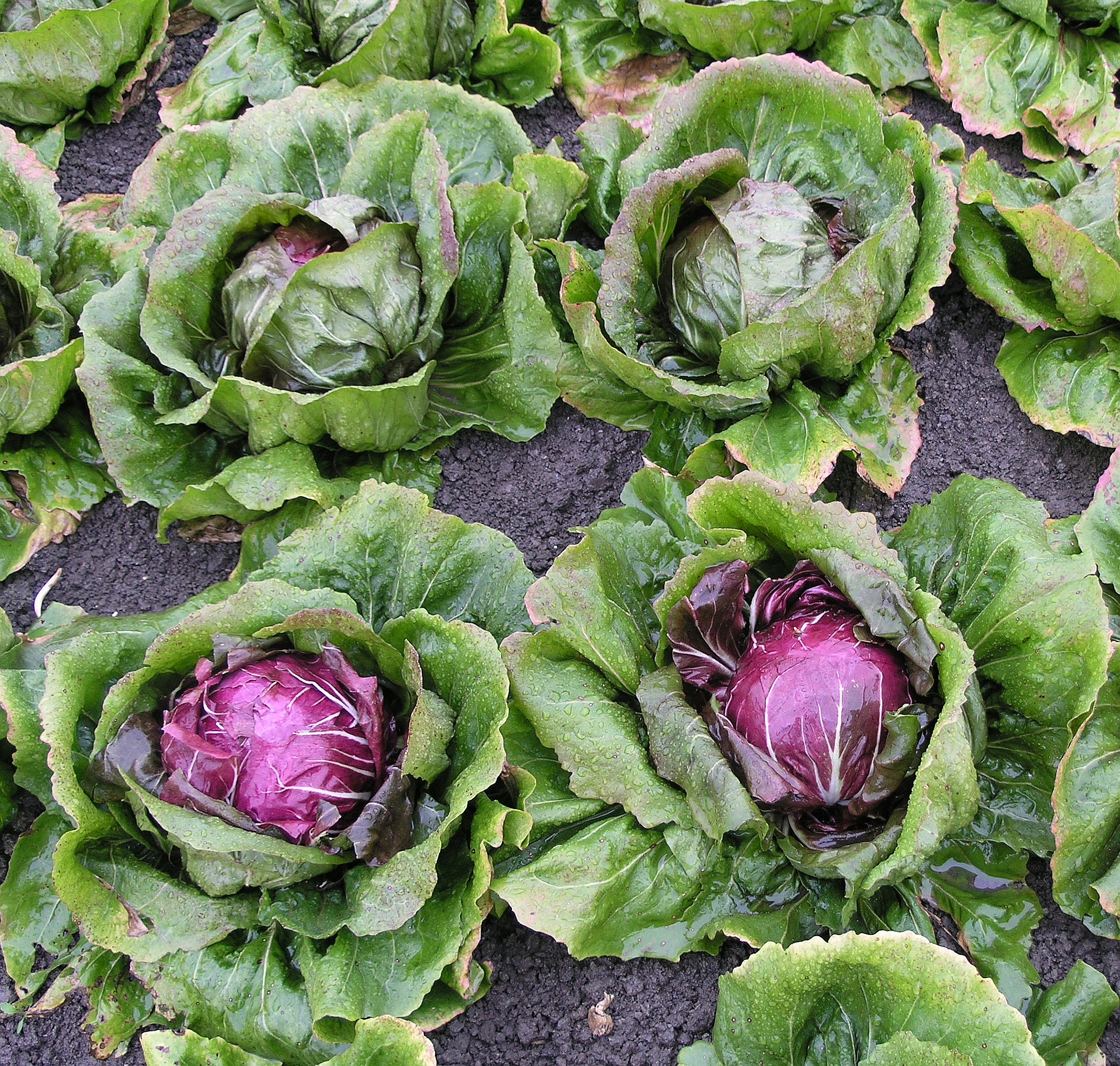
'Radicchio Rosso di Chioggia'
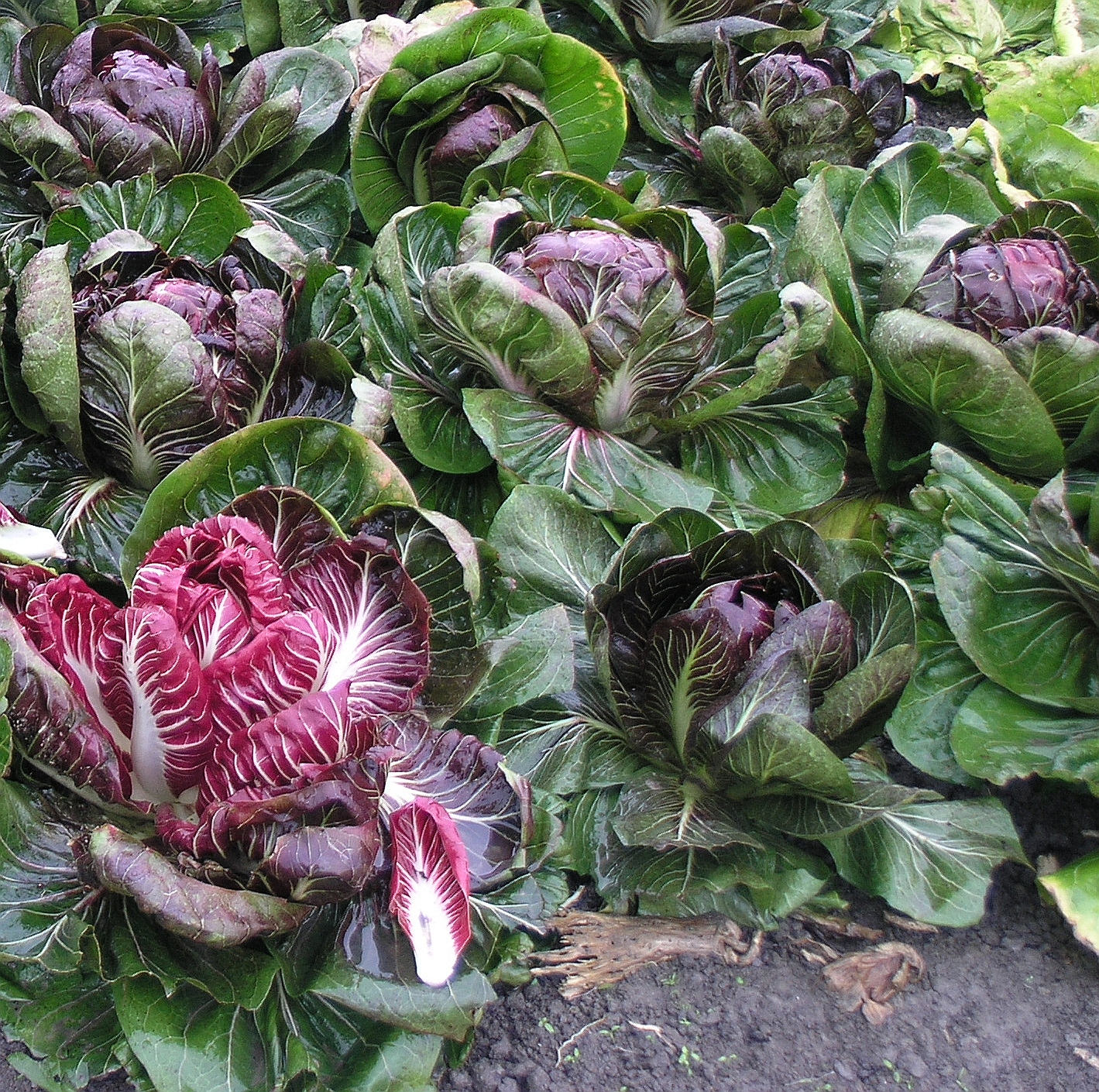
'Radicchio Rosso di Treviso Precoce'
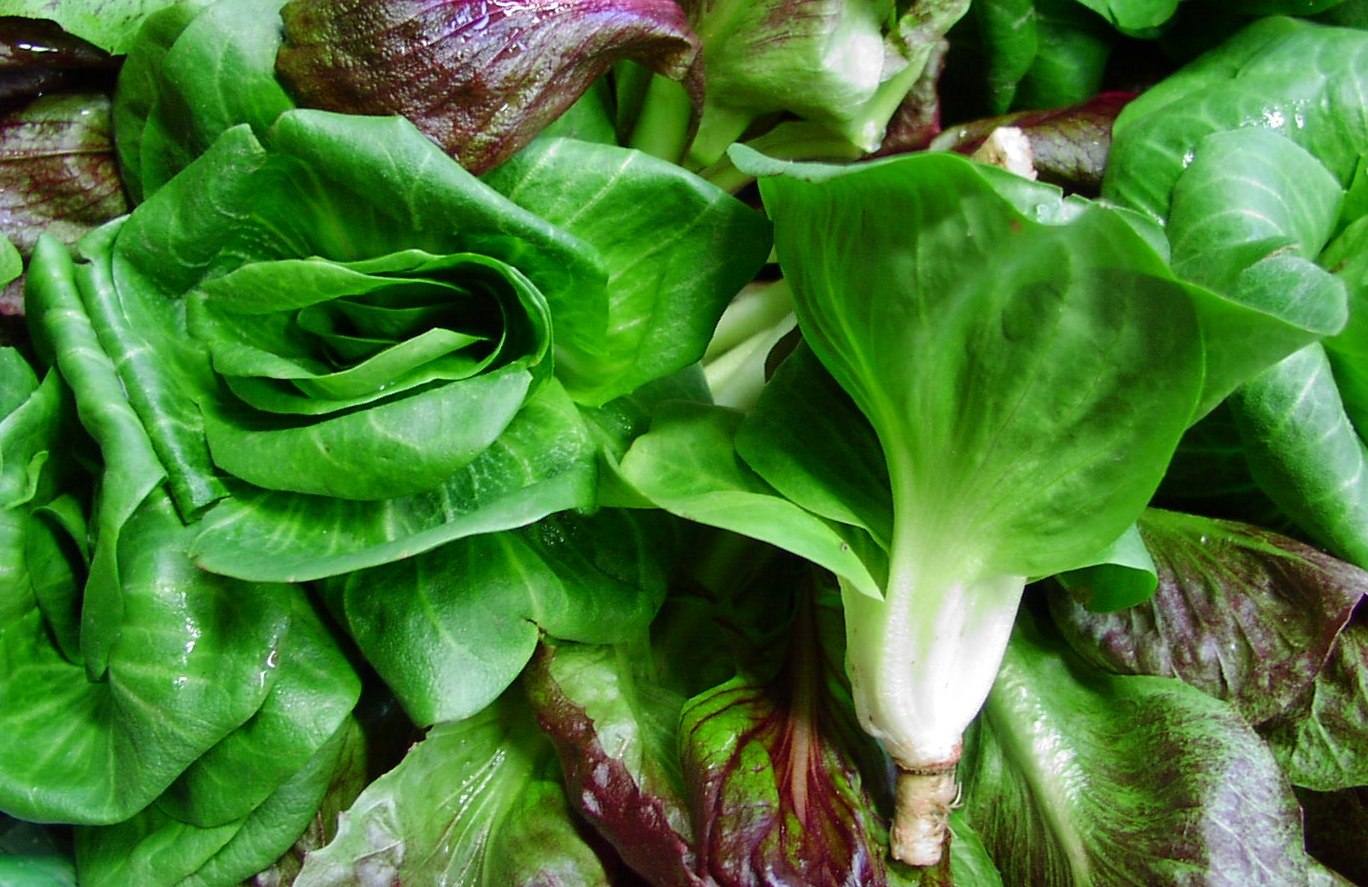
'Radicchio Grumolo'